# Chula Sakarat
Chula Sakarat (Pali: Culasakarāja, „kleine Zeitrechnung“; auch Chulasakaraj oder Chulasakarat geschrieben, abgekürzt meist als „C.S.“) ist eine traditionelle Jahrrechnung, die in vielen Teilen des kontinentalen Südostasien gebraucht wurde.
Die Chula-Sakarat-Zählung wurde begonnen im Jahr 639 n. Chr. In diesem Jahr rief der buddhistische Patriarch Buppasoranhan in Sri Ksetra (heutiges Myanmar) das Jahr 1 aus, nachdem er den Mönchsstand verlassen und den Königsthron für sich erobert hatte. Bis dahin wurde während der „Ära der Religion“ die Jahresrechnung nach der buddhistischen Zeitrechnung durchgeführt. Die Chula-Sakarat-Ära wurde seitdem auch „Gemeine Ära“ genannt. Die Bezeichnung Chula Sakarat leitet sich aus dem Pali ab und bedeutet „kleine Zeitrechnung“ – in Abgrenzung zur sogenannten „großen Zeitrechnung“ der indischen Saka-Ära.
Um eine Jahreszahl des Chula Sakarat in den Gregorianischen Kalender umzurechnen, addiere man 638 zur Jahreszahl des C.S.: C.S. 1272 war also das Jahr 1910 n. Chr., das Sterbejahr von König Chulalongkorn. Dabei ist allerdings zu beachten, dass der erste Tag eines neuen Chula-Sakarat-Jahres nicht auf den ersten Januar fällt, sondern auf den Vollmondtag im April, genauer gesagt, auf den ersten Tag des abnehmenden Mondes.

## Birma
Die Art der Jahresrechnung analog zur Chula Sakarat wird in Myanmar einfach „Sakkaraj“ genannt. Im englischen Sprachgebrauch ist von „Myanmar Era“ die Rede, sie wird als „ME“ abgekürzt.

## Thailand
Chula Sakarat (Thai: จุลศักราช, RTGS: Chunlasakkarat; Aussprache: [t͡ɕunláʔsàkkàrâːt]; abgekürzt จ.ศ., Cho So) wurde in Siam bis zum Anfang des 20. Jahrhunderts benutzt. Unter König Chulalongkorn (Rama V.) wurden anfangs thailändische Münzen mit Jahreszahlen nach der Chula-Sakarat-Zeitrechnung geprägt.

## Weitere Länder
Weitere Länder, in denen die Jahrrechnung nach der Chula-Sakarat-Zeitrechnung erfolgte:
- Lan Xang